# Компартійно-радянська влада
Компартійно-радянська система державної влади — система державної влади, яка склалася в СРСР та існувала до конституційної реформи 1988. Це був політичний режим, що формально легалізував диктатуру керівництва комуністичної партії як владу рад. Механізм такого сполучення був теоретично розроблений Леніним та втілений у життя партією більшовиків. В компартійно-радянській системі влади диктатура партії приховувалася за лозунгом народовладдя рад і тому офіційно політичний режим називався «радянською владою».
Компартійно-радянська система влади формально була поділена на законодавчу (з'їзди рад — аж до Всеросійського, а з 1922 — Всесоюзного), виконавчу (виконавчі к-ти рад — аж до Всесоюзного ЦВК і Раднаркому СРСР та раднаркомів союзних республік) і судову гілки, однак фактично вона не відрізнялася від самодержавної форми правління. Закони (декрети, постанови) приймалися переважно виконавчими органами влади (президіями Всесоюзного ЦВК та ЦВК ін. союзних республік, раднаркомами), після чого затверджувалися на з'їздах рад. Як правило, прийняттю законів передувало ухвалення таємних або гласних рішень щодо їх змісту партійними органами.
Своїм радянським складником компартійно-радянський тандем був повернутий до народу. Населення формально (можливість проголосувати за єдиного кандидата, висунутого комуністичним керівництвом) не тільки обирало персональний склад радянських органів, а й нібито наділялося цілком реальними, хоч і обмеженими, управлінськими та контрольними функціями. Свої керівні кадри ця система також брала з низів. Робітничо-селянське походження стало ознакою вищої соціальної якості, подібно до того, як до революції такою ознакою вважалося дворянське походження.
Своїм компартійним складником владний тандем був повернутий до членів РСДРП(б)–РКП(б)–ВКП(б)–КПРС. Однак внаслідок побудови партії на принципах «демократичного централізму» її керівники і вожді фактично були абсолютно незалежними від рядових партійців, хоча останні й регулярно обирали керівні органи партії відповідно до її статутних вимог.
Можливе тертя між двома апаратами влади — радами і партією — попереджувалося тим, що будь-які ключові посади в радянських установах займали лише «перевірені» члени партії, при цьому кваліфікація, досвід і компетентність кандидатів на ці посади бралися до уваги в другу чергу.
З часом таке «партійне будівництво» призвело до посилення в органах влади бюрократизму і свавілля. Суспільство все більше й більше підпорядковувалося малокомпетентним, енергійним і самовпевненим людям з партквитком, які керувалися партійними інструкціями і власною вислужливістю. Окрім того, будучи за своєю природою диктаторською, компартійно-радянська система розвивалася у напрямку дедалі більшої концентрації влади на вищих щаблях її ієрархічної будови, що спричиняло підміну виборних органів влади апаратними структурами цих органів.

## Початковий етап розвитку
Держава радянського типу прагнула втручатися і контролювати мало не всі прояви суспільного життя. Для цього їй потрібен був величезний управлінський апарат. Створюючи його, партія більшовиків перетворилася, по суті, на нервовий вузол цього апарату.
У листопаді 1918 в системі влади було утворено надзвичайний орган, керований головою РНК В.Леніним, — Раду робітничої і селянської оборони. Всі представлені в цьому органі відомства і організації очолювали керівні діячі РКП(б). До першого складу ради увійшли Й.Сталін (від Всерос. ЦВК), Л.Троцький (від Реввійськради), Л.Красін (від Надзвичайної комісії з постачання Червоної армії), В.Невський (від наркомату шляхів), М.Брюханов (від наркомату продовольства), Г.Мельничанський (від профспілок). Пізніше були включені В.Мілютін (від Вищої ради нар. госп-ва) і С.Данилов (від Головкомпраці). Рада здійснювала координаційні функції, об'єднуючи воєнну діяльність всього держ. апарату.
У квітні 1920 Рада робітничої і селянської оборони була реорганізована в Раду праці і оборони (РПО). Цей орган спочатку також мав надзвичайний статус і працював під безпосереднім керівництвом В.Леніна. Від грудня 1920 йому було надано статус комісії РНК. РПО не мала свого апарату і користувалася апаратом РНК. По рад. лінії право скасовувати її рішення мали Всерос. ЦВК і РНК.
Коли держ. управлінцями ставали висуванці рад, які належали до ін., ніж РКП(б), політ. партій або були безпарт., перед ними виникала дилема: або вступати до лав більшовиків, або залишити займану посаду. Через це радянський апарат став за короткий строк майже тотожним партійному.
РКП(б) інтенсивно рекрутувала вихідців з ін. політ. партій, використовуючи їх у разі потреби на найбільш відповідальних посадах. Так, 1923 в УСРР серед 9 голів губвиконкомів було 2 «некорінних» більшовики — колиш. чл. Української комуністичної партії (боротьбистів) Г.Гринько і колиш. чл. Української партії соціалістів-революціонерів (українські есери) К.Федотов. Із 9 губкомів партії 2 очолювали вихідці з ін. партій — колиш. меншовик Б.Магідов і боротьбист І.Мусульбас. На менш відповідальних посадах вихідців з ін. партій було ще більше: вони очолювати 3 губернських фінансових відділи, 7 відділів губернської наросвіти і 7 губернських земельних відділів. 1917–19 з 48 секретарів окружних парткомів 16 були такими, які вступили в РКП(б) з ін. партій.
У добу «воєнного комунізму» у внутрішньопарт. житті РКП(б) ще зберігалися властиві політ. партіям елементи демократизму. Зокрема, делегати на парт. з'їзд обиралися в жорсткій конкурентній боротьбі. Ними ставали ті, хто користувався найбільшим авторитетом в місц. організаціях. З'їзд зберігав значення верховного органу партії, визначав склад її керівництва. У партії відбувалися політ. дискусії. Вожді впливали на результат дискусій силою свого авторитету, а не за допомогою апаратних ігор.
З часом ЦК РКП(б) почав практикувати такі ж методи управління партійним життям, як і життям д-ви. Кандидатури на ключові посади у периферійних органах партії «рекомендувалися» ЦК, а вже потім формально затверджувалися місц. організаціями.
Стривожений парт. профспілковою дискусією, яка напередодні Х з'їзду РКП(б) розколола партію на фракції, В.Ленін узяв курс на скасування залишків демократизму у внутрішньопарт. житті і домігся від з'їзду ухвалення резолюції «Про єдність партії». Ця резолюція забороняла фракції та угруповання, загрожуючи суворим покаранням навіть керівникам найвищого рангу. Двом третинам членів ЦК і Центр. контрольної комісії надавалося право виключати інакодумців зі свого складу. Х з'їзд РКП(б) випустив з своїх рук суверенне право парт. з'їздів вирішувати питання про склад ЦК і цим самим «узаконив» перехід реальної влади від з'їзду до ЦК РКП(б).
Зосередження у верховному органі партії диктаторських повноважень висунуло на передній план проблеми лідерства і наступництва. Поки В.Ленін міг виконувати свої функції, боротьби за владу на більшовицькому Олімпі не виникало.
Ще після VIII з'їзду РКП(б) В.Ленін створив всередині ЦК два субцентри влади — політбюро та оргбюро. Політбюро розв'язувало питання політ. характеру, а оргбюро готувало матеріали для розгляду на політбюро, рішення якого вважалися рішеннями ЦК, і самостійно розглядало менш важливі питання, зокрема кадрові. Рішення оргбюро, не опротестовані ким-небудь із членів політбюро, автоматично ставали рішеннями ЦК. З виникненням політбюро та оргбюро намітився перехід влади до них від ЦК РКП(б). Поступово періодичність засідань ЦК у повному складі (пленумів) скоротилася з двох разів на місяць у 1919 до одного на два місяці у 1921.
Перший склад політбюро ЦК налічував п'ять осіб — Л.Каменєв, М.Крестинський, В.Ленін, Й.Сталін і Л.Троцький. Персональні зміни у гол. більшовицькому штабі відбулися після дискусії про профспілки. М.Крестинського як прихильника Л.Троцького замінили керівником Комінтерну (див. Інтернаціонал Комуністичний) Г.Зінов'євим. Звільнене місце кандидата в члени політбюро ЦК, яке посідав Г.Зінов'єв, віддали переведеному з України в центр. парт. апарат В.Молотову. Ще через рік, у квіт. 1922, ЦК РКП(б) поповнив склад політбюро О.Риковим, якого В.Ленін зробив своїм заступником у Раднаркомі, і М.Томським, який очолював профспілки. У такому складі політбюро ЦК проіснувало до черв. 1924, коли на місце, що звільнилося після смерті В.Леніна, було обрано М.Бухаріна.
Серед 5 членів 1-го і 2-го складів оргбюро ЦК 2 були одночасно членами політбюро — М.Крестинський і Й.Сталін. До 1-го складу оргбюро увійшла також О.Стасова — відп. секретар ЦК. Функції секретаря тоді були суто технічними, О.Стасова навіть не входила до складу ЦК.
Після IX з'їзду партії, з квіт. 1920, було вирішено мати 3 секретарів, у тому числі відповідального, яким став М.Крестинський.
Після Х з'їзду РКП(б) посаду відп. секретаря зайняв В.Молотов. Ще через рік, у квіт. 1922, В.Ленін заснував посаду ген. секретаря і реформував секретаріат ЦК. Засідання його ставали регулярними, а його головною функцією було визначено підготовку матеріалів на розгляд політбюро та оргбюро ЦК. Квітневий (1922) пленум ЦК вирішив, що рішення секретаріату, не опротестовані ким-небудь із членів політбюро або оргбюро, набуватимуть сили як рішення ЦК. Це означало, що секретаріат перетворювався на політ. орган.
Зважаючи на близькість функцій оргбюро та секретаріату (з часом секретаріат перебрав на себе всі функції оргбюро, внаслідок чого воно 1952 було ліквідоване), а також на принцип персонального суміщення посад секретарів і членів оргбюро, реформа 1922 не привела до появи в ЦК третього субцентру влади. Але вона посилила повноваження одного з субцентрів за рахунок ін., а також надала більшої ваги посаді ген. секретаря ЦК.
Ген. секретарем став Й.Сталін — член обох субцентрів ЦК з моменту їх утворення. Відтоді в його руках, за висловом В.Леніна, зосередилася «безмежна влада».

## Боротьба за владу
У жовт. 1923 Л.Троцький звернувся з листом до ЦК і ЦКК РКП(б), в якому звинуватив секретаріат ЦК у маніпулюванні складом делегатів XII з'їзду партії. Цей лист підписали 46 провідних діячів партії, у тому числі ті, хто в цей час або раніше працював в Україні — В.Антонов-Овсієнко, Є.Бош, Я.Дробніс, Г.Пятаков, Х.Раковський, Т.Сапронов, Рафаїл (Р.Фарбман), Т.Харечко та ін. У заяві 46-ти вказувалося, що партія все більше поділяється на секретарську ієрархію і «мирян», на призначуваних зверху партфункціонерів і членську масу, яка не бере активної участі у парт. житті. Стверджувалося, що секретарі парткомів під диктовку оргбюро ЦК РКП(б) штучно підбирають склад конференцій та з'їздів, в результаті чого останні перетворюються на розпорядчі наради партапарату.
Усі розуміли, що до початку протиборства з «трійкою» Л.Троцького цілком влаштовувало всевладдя компартійного апарату. Тому Й.Сталін досить легко добився засудження заяви 46-ти в усіх парт. к-тах. А там, де чинився опір, застосовувалися особливі методи впливу. Так, у жовт. і груд. 1923 відбулися розширені засідання політбюро ЦК КП(б)У з участю членів і кандидатів у члени ЦК і членів ЦКК КП(б)У. На обох засіданнях проти засудження заяви 46-ти виступив нарком внутр. справ УСРР І.Ніколаєнко. Через кілька днів після цього ЦКК КП(б)У наклала на наркома, якому підпорядковувалася міліція, парт. стягнення зі звільненням з роботи в НКВС «за появу на вулиці у нетверезому стані і бешкетування в районній міліції». Таке покарання стало уроком для тих, хто насмілювався підтримувати Л.Троцького.
Остаточна поразка Л.Троцького визначилася у січ. 1924 на XIII конф. РКП(б). Конференція ухвалила рішення посилити вербування в партію робітників з вир-ва, забезпечивши цим приплив не менш як 100 тис. нових членів. Новобранці істотно ослабили б уплив Л.Троцького на партію. Через кілька днів після закінчення роботи конф. помер В.Ленін, і кампанія вербування новобранців була оголошена «ленінським призовом». Чергове масове вербування було здійснене з нагоди 10-річчя Жовтневої революції у листоп. 1927 — січ. 1928 («жовтневий призов»).
Масовими призовами і регулярною вербувальною роботою компартійно-рад. апарат на чолі з ген. секретарем ЦК Й.Сталіним створив цілком нову в орг. плані партію. Вона стала розщепленою на дві складові: нечисельну «внутрішню партію» — апаратну, побудовану в дусі середньовічного ордену, — і масову «зовнішню партію», яка маскувала перетворення РКП(б) (з грудня 1925 — ВКП(б)) в інструмент влади, надаючи їй вигляд звичайної політ. партії, і виконувала роль першого з «передавальних пасів» (поряд з радами, профспілками, комсомолом та ін. організаціями) в системі підкорення д-вою нас. країни. Рядова членська маса була також резервом, з якого поповнювався компартійно-рад. апарат.
Й.Сталін постійно звертав особливу увагу на КП(б)У. У квіт. 1925 на посаду 1-го секретаря ЦК КП(б)У замість Е.Квірінга, який добре прислужився при усуненні Х.Раковського з України, був призначений один з найближчих співробітників Й.Сталіна — Л.Каганович. Найменші прояви опозиційності в укр. парторганізації тепер нещадно виполювалися не тільки з Москви, а й з Харкова. В результаті Й.Сталін дістав цілковиту підтримку КП(б)У у боротьбі спочатку з Л.Троцьким, потім — з «новою опозицією» (Л.Каменєв і Г.Зінов'єв), а далі — з об'єднаною опозицією (Л.Троцький, Л.Каменєв і Г.Зінов'єв). КП(б)У підтримала його і в боротьбі з «правим ухилом» у компарт. кер-ві (М.Бухарін, О.Риков, М.Томський), який з'явився після відмови Й.Сталіна від нової економічної політики. Після цього Й.Сталін досяг диктаторської влади в партії і д-ві. Проблема лідерства в системі влади на тривалий період часу перестала існувати.
Зовн. проявом посилення влади Й.Сталіна стали персональні зміни у складі політбюро ЦК. Пленум ЦК перевів у кандидати Л.Каменєва і поповнив склад політбюро людьми Й.Сталіна: М.Калініним (з кандидатів), В.Молотовим (з кандидатів) і К.Ворошиловим (з оргбюро). 1926 з політбюро ЦК були виведені Г.Зінов'єв і Л.Троцький, з кандидатів у члени політбюро — Л.Каменєв. Склад політбюро поповнив Я.Рудзутак (з кандидатів). На пленумі ЦК, що був обраний XV з'їздом ВКП(б) в груд. 1927, до складу політбюро був уведений В.Куйбишев. 1928–29 склад політбюро не змінювався.
На пленумі ЦК, обраному в лип. 1930 XVI з'їздом ВКП(б), з політбюро був виведений М.Томський і введені Л.Каганович, С.Кіров і С.Косіор (усі троє — з кандидатів). Грудневий об'єднаний пленум ЦК і ЦКК вивів з політбюро О.Рикова і ввів Г.Орджонікідзе. На кінець 1930 політбюро ЦК ВКП(б) складалося з 10 осіб: Й.Сталіна (стаж перебування — 12 років), М.Калініна (5 років), В.Молотова (5 років), К.Ворошилова (5 років), Я.Рудзутака (4 роки), В.Куйбишева (3 роки) і новообраних — Л.Кагановича, С.Кірова, С.Косіора, Г.Орджонікідзе. Уперше до вищого керівного органу ВКП(б) був обраний представник партійної орг-ції нац. республіки — С.Косіор. У складі кандидатів у члени політбюро перебували 4 парт. діячі: 2 з центр. апарату (А.Андреєв і А.Мікоян) і 2 — з України (Г.Петровський і В.Чубар).
Хоча Й.Сталіну вдалося витіснити з політбюро ЦК усіх своїх противників і замістити їх своїми людьми, він, однак, залишався тільки «першим серед рівних». Крім того, його персональна диктатура мала одне слабке місце: посада генсека була виборною, а тому час від часу діючий генсек повинен був, як і кожний ін. член партії, висуватися спочатку делегатом на черговий парт. з'їзд, потім на з'їзді таємним голосуванням обиратися до ЦК, а на пленумі ЦК відкритим голосуванням — у генсеки. Така процедура таїла в собі для диктатора небезпеку.

## В умовах одноосібної диктатури
Злам непу і перемога над «правим ухилом» у політиці ЦК ВКП(б) відбулися одночасно. На об'єднаному пленумі ЦК і ЦКК ВКП(б) у квітні 1929-го Й.Сталін обґрунтував відновлення (розпочатого більшовиками у 1918 і припиненого В.Леніним навесні 1921) комуністичного штурму такою заявою: «Робітники і маломіцні верстви села мають повне право спитати нас: яка ми влада, робітничо-селянська чи куркульсько-непманська» Керована новим вождем партія знову розпочала боротьбу з приватною власністю, ринком і товарно-грошовими відносинами. Планувалося ліквідувати власність десятків мільйонів селян та ін. дрібних товаровиробників і налагодити «безпосередній» обмін продукцією між містом і селом на засадах контрактації (див. Колгоспи).
У часи Непу партія здійснювала керівництво через радянські органи влади, які самі приймали закони, попередньо лише узгоджені в політбюро ЦК ВКП(б). В умовах комуністичного штурму партійне керівництво почало оприлюднювати обов'язкові для виконання всіма органами влади постанови.
Ключове значення для наступних подій, аж до голоду в країні 1932–33, мав законодавчий акт, яким фактично скасовувався запроваджений Х з'їздом РКП(б) продовольчий податок. Постановою ЦК ВКП(б) «Про основні підсумки і чергові завдання в галузі контрактації зернових посівів» від 26 серп. 1929 відносини між містом і селом переводилися на цілком ін. екон. засади — комуністичні. В цій постанові контрактація тлумачилася як «засіб організації планового продуктообміну між містом і селом». Щоб замінити товарообмін продуктообміном, необхідно було позбавити селян екон. незалежності від д-ви, тобто об'єднати їх у залежні від влади колгоспи. Листопадовий (1929) пленум ЦК ВКП(б) взяв курс на суцільну колективізацію сільського господарства. Услід за цим 5 січ. 1930 ЦК ВКП(б) ухвалив постанову, в якій визначалися темпи колективізації по регіонах, а 30 січ. цього ж року — таємну постанову про заходи з ліквідації «куркульських» госп-в у р-нах суцільної колективізації.
Одночасно з колективізацією с. госп-ва розгорталася прискорена індустріалізація промисловості. Започаткований XIV з'їздом ВКП(б) в грудні 1925 курс на індустріалізацію кілька років здійснювався в межах наявних ресурсів. Однак після затвердження у трав. 1929 1-го п'ятирічного плану (див. П'ятирічні плани) темпи капітального буд-ва у пром-сті були істотно пришвидшені. У грудні 1929 ЦК ВКП(б) видав постанову «Про реорганізацію управління промисловістю», за якою на підпр-вах запроваджувався госп. розрахунок.
Починаючи з 1930 у пром-сті встановлювалися високі планові завдання по вир-ву і капітальному буд-ву, а тих керівників заводських колективів, які відставали від ін., почали піддавати репресіям. На XVI з'їзді ВКП(б) Й.Сталін заявив: «Люди, які базікають про необхідність зниження темпу розвитку нашої промисловості, є ворогами соціалізму, агентами наших класових ворогів».
Політика, яку Й.Сталін називав політикою «підхльостування», у с. госп-ві зводилася до того, що д-ва всупереч прийнятим нею ж постановам про регулювання норм хлібозаготівель по регіонах, забирала у колгоспів практично весь вирощений ними врожай, а потім повертала їм його частину, щоб запобігти масовій смертності селян від голоду і не зірвати посівну кампанію.
Форсування темпів народногосп. розвитку при цілковитому небажанні рахуватися з матеріальними інтересами робітників і особливо селян спричинило на поч. 1930-х рр. глибоку екон. кризу і колосальне соціальне напруження в сільс. місцевості. Щоб запобігти соціальному вибухові в УСРР, яка голодувала другий рік поспіль, Й.Сталін здійснив тут зимою 1932/33 під виглядом хлібозаготівель конфіскацію всіх сел. продовольчих запасів. Це призвело до голодомору (див. Голодомор 1932—1933 років в УСРР).
У 2-й п'ятирічці (1933–37) влада змушена була істотно зменшити планові темпи пром. зростання. Вона також визнала право власності колгоспів на їхню продукцію і дозволила реалізовувати її у вільній торгівлі після сплати фіксованого натурального податку (постанова Раднаркому СРСР і ЦК ВКП(б) «Про обов'язкову поставку зерна державі колгоспами та одноосібними господарствами» від 19 січ. 1933). Завдяки цьому колгоспний лад здобув певну автономію в рад. командній економіці. В країні збереглися усічені товарно-грошові відносини і ринок, а також приватна власність колгоспників на присадибне г-во (з точним означенням величини земельної ділянки і кількості худоби), яка, однак, через ідеологічні причини була названа «особистою» власністю.
«Революція згори» здійснювалася із застосуванням масованого держ. терору. Той, хто не схвалював «генеральної лінії» партії на «соціалістичне будівництво», наражався на репресії. «Хто не з нами, той проти нас!» — таким було найбільш поширене гасло сталінської епохи.
Опорою диктатури були «внутрішня партія» (номенклатурна частина партії) і органи держ. безпеки, які так само, як і «внутрішня партія», будувалися на засадах суворої ієрархічної підпорядкованості й залізної дисципліни, а кер-во ними Й.Сталін замкнув на собі. Парт. і рад. органам влади на місцях чекісти не підпорядковувалися. Щоб тримати в полі зору д-ви кожну окремо взяту людину, з рядових партійців і комсомольців було створено спеціалізований корпус секретних співробітників (сексотів), якими керував апарат держ. безпеки.
Щоб попередити проникнення в партію «небажаних елементів», проводилися її локальні й «генеральні» чистки. Найбільша генеральна чистка була започаткована подіями, пов'язаними з укр. голодомором.
У прийнятій під диктовку голови надзвичайної хлібозаготівельної комісії в УСРР В.Молотова постанові політбюро ЦК КП(б)У «Про заходи до посилення хлібозаготівель» від 18 листоп. 1932 зазначалося: «Оскільки в ряді сільськпарторганізацій, особливо в період хлібозаготівель, виявилося змикання цілих груп комуністів і окремих керівників партосередків з куркульством, петлюрівщиною і т. ін., що на ділі перетворює таких комуністів і партосередки в агентуру класового ворога, ЦК і ЦКК КП(б)У постановляють негайно провести чистку ряду сільських парторганізацій, які явно саботують виконання плану хлібозаготівель і підривають довіру до партії в рядах трудящих». Показовим репресіям підлягали Солонянський, Василівський і Великолепетиський р-ни в Дніпропетровській області, а також Снігурівський і Фрунзівський р-ни в Одеській області.
10 груд. 1932 політбюро ЦК ВКП(б) прийняло постанову про «генеральну чистку» партії. В УСРР з черв. до груд. 1933 ця кампанія здійснювалася в Київ., Донец., Одес. і Він. областях, з трав. 1934 до січ. 1935 — у Харків., Дніпроп. і Черніг. областях, а також у Молдавській АСРР.
У січ. 1934 відбувся XVII з'їзд ВКП(б), на ньому Й.Сталін повідомив про кардинальну перебудову системи партійно-держ. контролю. Вождь не довіряв ЦКК, яка нерідко задовольняла заяви про відновлення в партії, і поклав здійснення чистки не на неї, а на спеціально створені комісії. ЦКК–РСІ після партз'їзду поділили на Комісію рад. контролю і Комісію парт. контролю.
У лип. 1934 був утворений Всесоюзний наркомат внутрішніх справ — НКВС. ОДПУ увійшло в новий наркомат як Гол. управління держ. безпеки (ГУДБ). За кількістю штатних і позаштатних співробітників ГУДБ багатократно перевищувало всі ін. наркомати, окрім НКВС, у складі якого воно ніби розчинилося серед ін. управлінь і відділів, включно з відділом реєстрації актів громадян. стану. При НКВС було створено Особливу нараду — орган, наділений правом виносити в адм. (позасуд.) порядку вироки на заслання, вислання або ув'язнення на строк до 5 років. Майже одночасно в рад. законодавство була запроваджена стаття про зраду Батьківщини, до якої зараховувалися такі злочини, як шпигунство, розголошення військової або держ. таємниці, втеча за кордон. Ці злочини каралися стратою через розстріл, члени сімей страчених підлягали ув'язненню на строк від 5 до 10 років. Країну готували до нового сплеску терору.
1 груд. 1934 у Ленінграді (нині м. Санкт-Петербург) було вбито С.Кірова. Цим же числом датувалася постанова президії ЦВК СРСР «Про порядок ведення справ про підготовку або здійснення терористичних актів» (відповідне рішення політбюро ЦК ВКП(б) було оформлене тільки через два дні опитуванням). Згідно з цією постановою, строк розслідування терористичних актів обмежувався 10 днями, розгляд справ у суді проводився без участі адвоката і прокурора, оскарження вироку і клопотання про помилування не допускалися, вирок виконувався негайно після винесення. Прокурорський нагляд за законністю у діяльності органів держ. безпеки у справах про держ. злочини скасовувався. Особлива нарада та ін. позасуд. органи («двійки» і «трійки») при загальному спрощенні порядку судочинства істотно розширили тех. можливості для репресій.
25 верес. 1936 Й.Сталін надіслав Л.Кагановичу, В.Молотову та ін. членам політбюро ЦК ВКП(б) із Сочі (нині місто в Краснодарському краї, РФ) телеграму (її підписав і А.Жданов), в якій містилася вказівка активізувати репресивну політику і зміцнити кер-во органами держ. безпеки. Наступного дня на вимогу Й.Сталіна наркомом внутр. справ був призначений М.Єжов (див. «Єжовщина»), за яким зберігалися й попередні посади — секретаря ЦК і голови К-ту парт. контролю при ЦК ВКП(б).
Винищення або ізоляція «антирадянських елементів» проводилися за спец. наказами по НКВС СРСР, нумерація їх починалася з двох нулів (найвищий гриф секретності). Кожний наказ підлягав попередньому затвердженню політбюро ЦК ВКП(б). Зокрема, були підготовлені накази по «куркулях», які повернулися в місця попереднього проживання з дозволу влади або нелегально, по репресуванню «німців-фашистів», поляків, «харбінців» (колиш. працівників Китайсько-Східної залізниці, які повернулися в СРСР після її продажу в 1935).
В УРСР органи держ. безпеки 1937–38 заарештували 265 669 осіб, тоді ж були розглянуті справи 198 918 осіб: 62 % від цієї кількості були страчені, 34,7 % — відправлені у виправно-трудові табори Гулагу, 2,1 % — ув'язнені в тюрмах, 0,5 % — засуджені до заслання, 0,3 % — звільнені.
На УРСР припала приблизно п'ята частина арештів і страт, що відповідало її питомій вазі серед нас. СРСР. Але Й.Сталін нещадно розправився з компартійно-рад. кер-вом республіки, яке він запідозрив у сепаратизмі. Із 62 членів ЦК КП(б)У, обраного XIII з'їздом КП(б)У у черв. 1937, 56 були оголошені ворогами народу. З 11 членів політбюро ЦК КП(б)У були репресовані 10. Врятувався тільки Г.Петровський, який перебував у відрядженні в Москві.
У 2-й пол. 1938 терор поступово припинився. 24 листоп. цього року М.Єжов був звільнений з посади наркома внутр. справ і незабаром репресований.
Чисельний склад політбюро ЦК ВКП(б) між 1930 і 1939 скоротився з 10 до 9 осіб. За цей час у вищому парт. кер-ві збереглося основне ядро у складі 5 осіб — Й.Сталін, В.Молотов, Л.Каганович, К.Ворошилов і М.Калінін, вибуло 5 і увійшло 4 особи. З них провідну роль у репресіях відіграли В.Молотов і Л.Каганович. К.Ворошилов добре прислужився Й.Сталіну в організації репресій у Червоній армії. М.Калінін був декоративною фігурою, яка уособлювала парадне конституційне обличчя влади.
Вибуття зі складу політбюро ЦК відбувалося тільки через одну причину — смерть. Природною смертю в січні 1935 помер В.Куйбишев. С.Кірова застрелили, Г.Орджонікідзе застрелився, С.Косіора і В.Чубаря (обидва були покликані на роботу в центр з України) стратили. Поповнилося політбюро ЦК А.Андреєвим (в лют. 1932), А.Мікояном (в лют. 1935), А.Ждановим і М.Хрущовим (затверджені пленумом ЦК, що був обраний у берез. 1939 XVIII партз'їздом).
Усі члени політбюро ЦК були висуванцями Й.Сталіна і маріонетками в його руках. Разом з тим вони були політичними діячами, здатними самостійно організувати діяльність відомств і територій. Важливі держ. питання вони вирішували безпосередньо з Й.Сталіним та його тех. помічниками і апаратом. Найбільш відповідальні рішення часто оформлялися в протоколі політбюро ЦК заднім числом і нерідко — опитуванням. Часто Й.Сталін реалізовував свої задуми без офіц. постановки питання на політбюро ЦК і з людьми, які не входили до складу політбюро.

## Друга світова війна та повоєнний період
У 2-й пол. 1930-х рр. остаточно склалася економіка, яку назвали соціалістичною. На відміну від ринкової, така економіка (див. Командна економіка) давала змогу д-ві зосереджувати максимальну кількість людських і матеріальних ресурсів на виконанні обмеженої кількості цілей.
У квіт. 1937 політбюро ЦК ВКП(б) прийняло постанову про створення К-ту оборони СРСР при РНК. Новий к-т замінив РПО СРСР, ліквідовану цією ж постановою, і спільну комісію політбюро ЦК і РНК з оборони, яка працювала від 1930. Він складався з семи осіб: В.Молотова (голова), Й.Сталіна, Л.Кагановича, К.Ворошилова, В.Чубаря, М.Рухимовича, В.Межлаука. Створювався розгалужений апарат Комітету оборони, який мав готувати на розгляд питання мобілізаційного розгортання і озброєння армії, підготовки нар. г-ва до мобілізації.
Після поразки Франції і посилення загрози війни з гітлерівською Німеччиною Й.Сталін вирішив радикально перебудувати систему влади в її центр. ешелоні, у зв'язку з чим К-т оборони втратив майже всі свої функції, якими був наділений при утворенні. У берез. 1941 спільними постановами ЦК ВКП(б) і РНК СРСР діяльність РНК була реорганізована, а права РНК істотно розширені. Водночас було утворено бюро РНК — орган влади, який не був передбачений Конституцією, але який наділявся усіма правами РНК. Засідання бюро РНК мали проводитися раз на тиждень або частіше, тоді як засідання РНК — тільки раз на місяць. Членами цього органу були призначені В.Молотов, М.Вознесенський, А.Мікоян, М.Булганін, Л.Берія, Л.Каганович і А.Андреєв. Бюро взяло на себе основну частину функцій К-ту оборони, внаслідок чого склад останнього скоротився до 5 осіб. Завершальним етапом нового перерозподілу влади між політбюро ЦК і РНК (при персональному зрощуванні вищих компартійно-рад. інстанцій) було призначення у трав. 1941 головою РНК Й.Сталіна. Заст. голови РНК СРСР і кер. зовн. політики СРСР ставав В.Молотов. У зв'язку з цим зазнав змін склад бюро РНК: його кер. став Й.Сталін, 1-м заст. — М.Вознесенський, заступниками — В.Молотов, А.Мікоян, М.Булганін, Л.Берія, Л.Каганович, А.Андреєв і Л.Мехліс. Членами бюро стали: К.Ворошилов, 1-й секретар ВЦРПС М.Шверник, секретарі ЦК ВКП(б) А.Жданов і Г.Маленков. К-т оборони був ліквідований.
Ця реорганізація центр. апарату знаменувала собою не тільки фактичне злиття вищих компартійного і рад. органів влади, а й відтиснення на другий план оточення Й.Сталіна 1930-х рр. На передній план виходили діячі молодшого покоління — А.Жданов, Г.Маленков, М.Вознесенський, Л.Берія. Політбюро ЦК ВКП(б) перестало існувати як регулярно діючий орган політ. кер-ва.
Від 30 черв. 1941 до 4 верес. 1945 надзвичайним органом, який зосередив усю повноту влади в країні, був Державний комітет оборони СРСР (ДКО СРСР). Персональний склад цього компартійно-рад. органу влади був майже таким само, як склад бюро РНК. В ДКО працювали всі члени колиш. бюро РНК, за винятком А.Андреєва, А.Жданова, Л.Мехліса і М.Шверника. Внутр. структура ДКО була спрощена порівняно з бюро РНК: голова, заст. голови і семеро членів. Постанови ДКО мали силу законів воєн. часу, всі парт., рад., військ., господарські і профспілкові органи мусили виконувати їх беззастережно.
Стратегічне кер-во ДКО здійснював через Ставку Верховного Головнокомандування (ВГК). На останньому етапі війни до Ставки входили: Й.Сталін (голова), Г.Жуков (заст. голови), О.Василевський, О.Антонов, М.Булганін і М.Кузнецов. У ході війни зі складу Ставки були виведені ті діячі, які не показали себе з кращого боку в плануванні військ. операцій і в кер-ві військ. діями — С.Тимошенко (голова у першому складі Ставки), К.Ворошилов, С.Будьонний. За перевантаженістю від роботи в Ставці ВГК був звільнений В.Молотов, за хворобою — Б.Шапошников. У стратегічному кер-ві Ставка ВГК спиралася на підпорядкований їй Генштаб.
Для розв'язання особливо важливих питань держ. життя іноді скликалися спільні засідання політбюро ЦК ВКП(б), ДКО і Ставки ВГК. Склад політбюро ЦК, який було сформовано після XVIII з'їзду ВКП(б), в роки війни не змінювався.

## Повоєнний період
У повоєн. період надзвичайні органи влади були ліквідовані, але політ. режим не змінився. Як і раніше, Й.Сталін тримався при владі, використовуючи два незалежні один від одного й конкуруючі один з одним апарати — ВКП(б) і МВС–МДБ. Періодично здійснювалися чистки то в парт. структурах, то в силових органах.
Поступово відновилася діяльність політбюро ЦК ВКП(б). 1946 до його складу були введені Л.Берія і Г.Маленков. З урахуванням того, що в червні 1946 помер М.Калінін, чисельність цього органу влади збільшилася до десяти осіб. В лют. 1947 склад політбюро поповнив М.Вознесенський, а в лютому 1948 — М.Булганін і О.Косигін. У березні 1949 М.Вознесенський був заарештований і пізніше страчений.
Й.Сталін тривалий час не скликав парт. з'їздів. Лише у жовт. 1952 був скликаний XIX з'їзд, на ньому партія була у черговий раз перейм. — у Комуністичну партію Радянського Союзу. З'їзд на пропозицію Й.Сталіна збільшив склад політбюро ЦК з 11 до 25 осіб, а також змінив назву цього органу: політбюро стало президією ЦК. Зростання кількості членів президії ЦК істотно зменшило політ. вагу кожного з них. Гол. проблемою для Й.Сталіна було запобігання опозиційним настроям у сусп-ві. Тому він почав готувати передумови для розгортання нової хвилі масового терору. Однією з таких передумов було зменшення значимості парт. апарату в системі влади і посилення каральних органів.

## Смерть Сталіна
Смерть Й.Сталіна у берез. 1953 спричинила відновлення старого складу компартійно-рад. кер-ва, хоча за ним залишилася нова назва — президія ЦК. Персональний склад кер-ва, який майже не відрізнявся від того, що існував перед XIX з'їздом КПРС, визначило Спільне засідання пленуму ЦК, РМ СРСР і президії ВР СРСР. Членами президії ЦК стали (прізвища подаються за порядком, визначеним Спільним засіданням, в дужках зазначено кількість років перебування в складі вищого органу влади): Г.Маленков (8), Л.Берія (8), В.Молотов (29), К.Ворошилов (29), М.Хрущов (15), М.Булганін (6), Л.Каганович (24), А.Мікоян (19), М.Сабуров (2), М.Первухін (2).
У президії ЦК КПРС одразу визначилася трійка претендентів на лідерство — Г.Маленков, Л.Берія і М.Хрущов. Усі вони на попередніх етапах політ. кар'єри були діяльними організаторами держ. терору і добре розуміли, що зі смертю Й.Сталіна тероризування громадян стало неможливим, оскільки, по-перше, ніхто з них не контролював усі три важелі влади: парт. к-ти, починаючи від Центр., рад. вертикаль, починаючи з РМ, і органи держ. безпеки, які були незалежні від парт. і рад. апаратів, а по-друге, під час війни сусп-во піднялося з колін, і тільки завдяки своєму авторитетові Й.Сталін міг продовжувати політику превентивного терору.
Трійка претендентів на сталінську владу мала різну вразливість у питанні про відповідальність за масові репресії. М.Хрущов організовував терор на периферії і краще за ін. приховував свою участь у злочинних акціях. Л.Берія після 1945 відійшов від кер-ва МВС СРСР і у повоєнні роки керував створенням рад. ракетно-ядерного потенціалу. Позиції Г.Маленкова були найбільш вразливі: він перебував у повоєнні роки у вузькому оточенні Й.Сталіна, займав відповідальні посади одночасно в парт. і рад. апаратах і спеціалізувався на репресуванні номенклатури (серед його жертв був і М.Вознесенський).
У день смерті Й.Сталіна Л.Берія взяв на себе кер-во обома силовими міністерствами — МВС і МДБ. Ці «органи» він вважав найкращим стартовим майданчиком для досягнення абсолютної влади. Г.Маленков заволодів посадою голови РМ, але зарезервував за собою й посаду секретаря ЦК. М. Хрущов залишався одним із секретарів ЦК. Змовившись із Л.Берією, М.Хрущов в ультимативній формі запропонував Г.Маленкову віддати йому одну з посад. Г.Маленков, зважаючи на те, що Й.Сталін, об'єднуючи обидві посади, надавав перевагу не політ., а виконавській, обрав для себе посаду голови РМ. Однак реальна диктаторська влада потенційно зосереджувалася в парткомах, і це наперед визначило його поразку в дальшій боротьбі за владу.
Впродовж берез.–трав. 1953 Л.Берія виступив з цілою низкою ініціатив, розрахованих на здобуття популярності в широких колах сусп-ва. Зокрема, він запропонував пом'якшити карне законодавство, провести широку амністію, припинити репресивну політику в зх. областях УРСР тощо. Це зробило Л.Берію небезпечним для ін. членів «колективного керівництва», і в черв. 1953 його усунули з політ. життя. Ця акція мала інституційне значення: парт. к-ти повернули собі диктаторську владу в неурізаному вигляді, а в органах держ. безпеки розпочалася чистка.
Ініціативу в кампанії, названій десталінізацією, перехопив М.Хрущов. Завдяки цьому він здобув популярність у країні, утвердився на посаді кер. секретаріату ЦК і спромігся, попри опір своїх політ. опонентів, ввести в лип. 1955 до складу президії ЦК двох своїх прибічників — О.Кириченка і М.Суслова. Цей склад вищого парт. кер-ва організував проведення XX з'їзду КПРС.

## Доба «відлиги»
1957 М.Хрущов унаслідок інтриг суперників опинився в президії ЦК КПРС у меншості й був усунений з посади 1-го секретаря ЦК. Однак, згідно зі статутними положеннями, президія ЦК була лише неформальним органом влади, сконструйованим В.Леніним для оперативного розгляду політ. питань, і вся влада між з'їздами належала ЦК. Тому на скликаному у зв'язку з політ. кризою пленумі ЦК змовники проти М.Хрущова були затавровані як «антипартійна група» й усунуті з політ. життя. М.Хрущов здобув можливість власноручно сформувати президію ЦК й поводити себе як диктатор. Зі складу президії було виключено одразу 5 осіб — В.Молотова, Л.Кагановича, Г.Маленкова, М.Первухіна і М.Сабурова. М.Булганін залишився в складі президії ЦК, але на поч. 1958 М.Хрущов відібрав у нього посаду голови уряду і забрав її собі, об'єднавши в одних руках кер-во партією і урядом.
Кількісний склад президії ЦК збільшився з 11 до 15. У цьому органі залишилося тільки 4 старих члени, всі ін. були висуванцями М.Хрущова. Проте персональна диктатура за відсутності терору була нежиттєздатною. Висуванці М.Хрущова змовилися, дочекалися сприятливого моменту, скликали у жовт. 1964 пленум ЦК, звинуватили М.Хрущова у волюнтаризмі й відправили його на пенсію.

## В часи «застою»
Наступником М.Хрущова став Л.Брежнєв. На відміну від свого попередника він відмовився від претензій на роль одноосібного диктатора і виконував найбільш природні для створеної В.Леніним системи влади функції координатора. На XXIII з'їзді КПРС, що відбувся у квіт. 1966, президії ЦК була повернута попередня назва — політбюро, а керівник секретаріату ЦК знову став називатися ген. секретарем. Л.Брежнєв спілкувався з членами ЦК як з носіями вищої влади на індивідуальному рівні. Це забезпечувало йому відносну незалежність від політбюро ЦК. Постійні контакти з кількома сотнями членів ЦК здійснювалися через відділи ЦК. Керівники цих відділів мали величезні повноваження, але були тех., а не політ. фігурами. Тільки тоді, коли апаратні працівники ставали членами ЦК КПРС (що бувало досить часто), вони перетворювалися на політиків. Відділи ЦК були трансляторами, а не носіями диктаторської влади.
Масовий терор після XX з'їзду КПРС став політично неможливим і був замінений на індивідуальний, спрямований проти незгідних із рад. способом життя. Кількість останніх була незначною, що зумовлювалося наявністю екон. диктатури (майже цілковитою матеріальною залежністю членів сусп-ва від д-ви) і діями репресивного апарату (сотень тисяч співробітників держ. безпеки й мільйонів добровільних або підневільних агентів), спрямованими на запобігання стихійним виступам. Антирад. організації за таких умов могли існувати тільки будучи законспірованими й майже бездіяльними.
У черв. 1977 в руках Л.Брежнєва були об'єднані найвищі посади в державі — секретаря ЦК КПРС і голови президії ВР СРСР, однак це нічого не змінило в системі влади.
Напередодні 60-ї річниці «Великого Жовтня» була прийнята нова Конституція СРСР 1977. Вона зафіксувала, що СРСР перебуває на етапі «розвинутого соціалізму».

## Крах
У квіт. 1985 останній рад. ген. секретар М.Горбачов проголосив курс реформ, названий перебудовою. Він сподівався вдосконалити рад. владу і налагодити роботу «передавальних пасів» таким чином, щоб імпульси йшли не від кер-ва до нар. низів, а навпаки — від нас. в Кремль. З цією метою він запропонував партії і сусп-ву політику гласності та демократизації. Однак Радянський Союз був побудований на контрастах, політ. реальність у ньому не збігалася з конституційною формою, і гласність одразу почала руйнувати політ. стабільність, а демократизація обернулася новою кампанію десталінізації, ґрунт для якої був підготовлений ще М.Хрущовим. Хрущовська кампанія, щоправда, була націлена лише на подолання культу особи Й.Сталіна, після чого згорнулася. Нова кампанія пішла вглиб і торкнулася самих основ компартійно-рад. системи влади.
Тим часом у країні дедалі більше ускладнювалася соціально-екон. ситуація. Поневолене д-вою сусп-во покладало на владу обов'язки підтримувати його життєдіяльність, тобто годувати, навчати, лікувати і розважати. З усім цим влада і командна економіка справлялися дедалі гірше. Становище це виразно проявилося у вигляді техногенної Чорнобильської катастрофи 1986.
Переконавшись у тому, що екон. реформи провалилися, М.Горбачов зважився на політ. реформу конституційного значення. Суть її полягала в тому, що рад. органи влади позбавлялися безпосередньої залежності від парт. к-тів. «Керівна і спрямовуюча» роль КПРС повинна була реалізовуватися не на інституціональному, а на особистісному рівні — шляхом виборів компартійних функціонерів у ради й очолення ними рад або їх виконкомів. Курс на «повновладдя рад» став суттю політ. реформи.
«Повновладдям рад» були порушені дві фундаментальні умови існування тоталітарної влади — її неподільність та незалежність від суспільства. Якщо тоталітаризм розуміти як панування д-ви над сусп-вом, а демократію — як панування сусп-ва над д-вою, то СРСР перестав бути тоталітарною країною від перших вільних виборів до ВР.
XIX партконференція без особливих дискусій одностайно схвалила влітку 1988 перехід до «повновладдя рад». Наприкінці цього ж року ВР СРСР повторила рішення, схвалене парт. конференцією. Номенклатура не сумнівалася в тому, що депутатство в радах буде для неї доповненням до її парт. чинів. Фактично ж руйнування двоєдиного тандему «партія–ради» (вершник-кобила) докорінно змінювало держ. устрій. Центр влади, що зосереджувався у радах, почав перетворюватися на первинний, тільки він мав легітимне походження, формуючись на вільних виборах. Парт. к-ти стрімко втрачали авторитет у сусп-ві. Реформа ліквідувала диктатуру парткомів і величезною мірою розширила соціальну базу влади. По суті, сусп-ву було повернуто суверенітет, узурпований у нього партією більшовиків. Розваливши диктатуру партії, реформа зруйнувала і всю рад. імперію, що на ній трималася.